# 曾景生
曾景生（1954年8月20日—）是一位中国美术家，以油画見長。

## 生平
生于广东省惠州市，早年随父母从惠州移居深圳。曾任深圳美术家协会副主席（第四、五届）、深圳美术家协会顾问，為中国美术家协会会员之一。

## 主要作品类型
曾景生作品以油画为主，少量丙烯画（早期），部分作品因互联网上只出现过名称，未能确认创作年份均以“年份未知”分类。

### 丙烯画
- 《月亮跟着我们走》（年份未知）[3]
- 《打字员》（1980年）[4]
- 《往事》（1986年）[5][4]
- 《米》（1989年）[5][4]

### 油画
- 《思》（年份未知）[3]
- 《邓小平视察渔民村》（年份未知）[6]
- 《午餐》（1982年）[5][4][7]
- 《晌午》（1982年）[4]
- 《语》（1986年）[5][4]
- 《远方的风》（1987年）[5][4][8]
- 《江泽民同志视察深圳》（2005年）[9]
- 《春》（2006年，又名：春天的故事）[10]
- 《客家风情》系列（2007年）[11]
- 《远去的太阳》（2007年）
- 《西域的阳光》系列（2009年）[5][9][11]
- 《高原深秋》系列（2010年）[9]
- 《牧歌》（2010年）[11]
- 《葡萄熟了》（2012年，尺寸：75 x 130 cm）[12]
- 《女人体》系列（2012年）
- 《江南四月》系列（2013年）[13]
- 《0621空间》（2013年，又名：空间系列）[14][3]
- 《俄罗斯姑娘》系列（2014年）[3]
- 《暖春》（2015年，又名：暖阳，尺寸：100 x 80 cm）[15][3]

### 画册
《曾景生油画集》（1993年，出版者：香港天马图书有限公司，ISBN 962-450-297-8）

## 作品参展
1980年，青年美术作品展览，(中国 广东省)
2003年9月17日至9月28日，行者无疆——早期来深美术家六人画展 (群展)，深圳美术馆 (中国 深圳市)
2005年8月19日至9月9日，魅力深圳——深圳画家影像作品展 (群展)，深圳美术馆 (中国 深圳市)
2006年8月28日至9月1日，纪念中国民主同盟成立65周年、广东民盟组织成立60周年美术书法作品展 (群展) ，雅昌艺术馆 (中国 深圳市)
2007年，第十四届中国艺术博览会 (群展)
2011年，十六中国书画家作品展，阿拉伯联合酋长国迪拜文化科技交流协会中心(迪拜)
2014年2月，师法自然——曾景生油画作品展，深圳书城艺廊 (中国 深圳市)
2014年9月10日至9月21日，岁月如歌——深圳老画家十人油画展，深圳美术馆 (中国 深圳市)
2015年4月25日至5月3日，“新视线”民盟艺术家美术作品展，罗湖美术馆 (中国 深圳市)
2017年4月22日至5月6日，“中国梦·故乡情”旅居海内外油画家回乡作品展 (群展)，惠州报业传媒集团全媒体产业基地裙楼一楼展厅 (中国 惠州市)
2017年10月2日至10月10日，“艺道同盟”深圳民盟艺术家作品展，深圳书城艺廊 (中国 深圳市)
2018年6月6日至6月17日，深圳油画年度展，深圳美术馆 (中国 深圳市)